# Partit Comunista Iraquià
El Partit Comunista Iraquià (àrab: الحزب الشيوعي العراقي, al-Ḥizb ax-Xuyūʿī al-ʿIrāqī) és una organització política de l'Iraq que ha estat dominant a l'esquerra del país. Va tenir un paper essencial en les grans lluites dels anys quaranta i cinquanta i va patir greument la repressió per part del partit Baas. Oposat a les sancions de l'ONU el 1991 i a la invasió americana el 2003, participa en la vida política del país, però amb un suport popular no gaire alt.

## Arrels del partit: 1924-1929
La història de l'organització de la ideologia marxista a l'Iraq es pot localitzar en un individu solter, Husain Al-Rahhal, un estudiant a l'Escola de Dret de Bagdad, que el 1924 formava el que es veu ara com el primer cercle d'estudi «marxista» a l'Iraq. Aquest grup d'intel·lectuals joves es començaren a trobar a la mesquita Haidarkhanah de Bagdad (un lloc també famós com a punt de trobada per a revolucionaris el 1920) i parlant d'«idees noves» del dia. Finalment formaren un petit diari, Al-Sahifah (El Diari), que seguia una ideologia clarament marxista. L'afiliació a aquest cercle incloïa iraquians influents com Mustafa Ali, més tard ministre de Justícia sota Abd al-Karim Qasim, i Mahmoud Ahmad Al-Sayyid, considerat el primer novel·lista de l'Iraq. Al-Rahhal, un consumat poliglot, que podia traduir articles de diversos diaris marxistes i comunistes europeus, introduint molts ideals nous a la societat intel·lectual iraquiana. Mentre que al diari li faltava una agenda definitiva o programa, la majoria dels escrits se centraven en la necessitat d'eliminar la influència de la tradició en la societat iraquiana. Això incloïa drets iguals per les dones i l'abolició de pràctiques feudals. Després de sis números i unes quantes mesures governamentals, el paper publicava el seu número final el 1927 i es tancava permanentment. Des d'aquest punt de vista al-Rahhal exercí la seva influència només en el fons, més notablement a través de l'organització de joventut Nadi Al-Tadamun (‘El Club de la Solidaritat’). A través d'aquesta organització que ajudava a inspirar les primeres manifestacions d'estudiants de l'Iraq el 30 de gener de 1927 (a causa del tiroteig de certs professors controvertits) i 8 de febrer de 1928 (sobre la visita del destacat sionista britànic Alfred Mond a l'Iraq).

## Els anys trenta
El 1929, un descens en els preus de mercaderia internacionals provocava una caiguda de més del 40 per cent en el valor d'exportacions iraquianes. Això conduïa a una depressió econòmica nacional i a reduccions de sou importants per a molts dels treballadors de l'Iraq. Fou llavors quan els cercles comunistes començaren a augmentar entre homes joves a Bàssora (dirigits per Ghali Zuwayyid) i Nasiriyah (dirigits per Yusuf Salman Yusuf, àlies Camarada Fahd). Uns quants cercles també es van crear a Bagdad, dirigit per notables com Asim Flayyeh, Mahdi Hashim, i Zaki Khairi. Aquests homes joves s'havien conegut durant les manifestacions d'estudiants de 1927 i 1928. Aquests grups van organitzar junts el boicot de la companyia elèctrica britànica de Bagdad des del 5 de desembre de 1933 fins al 2 de gener de 1934. Finalment, el 8 de març de 1935 es va fundar la Jamiyyat Dudd Al-Istimar (‘Associació contra l'Imperialisme’) embrió del Partit Comunista Iraquià nom que va agafar tot seguit. Tres dies després es publicava un manifest, cridant a la unificació de tots els treballadors i camperols i demanant la cancel·lació de deutes, redistribució de terres, i ampliacions dels drets de treballador, incloent-hi una jornada de vuit hores. L'organització, amb els seus fundador actuant de líders regionals, començada a editar el primer diari clandestí de l'Iraq, Kifah Al-Shab (La Lluita del Poble), i començava a atacar el primer ministre Yasin al-Hashimi, ocasionant mesures policials ràpides i l'arrest de gairebé tots els líders principals. Abans de desembre de 1935, el diari deixava d'existir, havent arribat a una circulació d'aproximadament 500 exemplars.
Després del cop d'estat de 29 d'octubre de 1936, els líders comunistes que havien eludit la presó van ajudar a portar a terma una onada de manifestacions pacífiques a través del país, com Ghali Zuwayyid a Bàssora. El partit trobava seguidors en el "Comitè per la Reforma Nacional i Progressiva" (que organitzava suport popular a Bagdad) i fins i tot assegurava dos seguidors al nou parlament elegit. Bkar Sidqi, el líder del cop i ara el nou poder en el govern, emetia atacs contra el partit, i es va trobar amb vagues de treballadors a tot el país. Sidqi respongué amb altres mesures repressives, i molts dels reformistes i comunistes abandonares la causa. Malgrat l'assassinat de Sidqi el 1937, el dany s'havia fet, deixant el lideratge del partit a les mans de Zaki Zkhairi, que buscava nou suport nou pel partit entre els graus inferiors dels militars durant tota la darrera part dels anys 1930.

## Els anys 1940
La II Guerra Mundial posava en una situació difícil als comunistes iraquians, que es van dirigir a la Unió Soviètica demanant consell, però al mateix temps s'oposaven a donar suport als ocupants Imperialistes britànics; aquests van ocupar l'Iraq el maig/juny de 1941 parcialment per garantir les línies de subministrament a l'URSS. Encara després de la invasió de Hitler a l'URSS el 1941, els comunistes dubtaven a donar oficialment el seu suport a qualsevol costat. Mentre que els seus aliats ideològics eren la Unió Soviètica, els soviètics eren aliat amb els britànics imperialistes, i els alemanys també tenien influència significativa a Iraq durant ja del temps de l'Imperi Otomà. El partit finalment cedia i donava suport als Aliats el maig de 1942, el que essencialment els alineava amb la monarquia i els terratinents opressius.
El 1941 Yusuf Salman Yusuf es convertia en secretari general del partit, i començava a reorganitzar l'organització i expansió de l'afiliació entre les classes obreres. Reeixidament establia la base pel partit de masses d'anys posteriors, i sota el seu lideratge el partit es convertia en una força considerable entre la classe obrera iraquiana i un focus essencial per a la protesta contra implicació britànica en els afers iraquians. El 1942 algunes de les seves decisions queien sota crítica, i finalment provocaren la formació d'unes quantes faccions, cada un amb el seu propi diari. El 1944 el partit llançava una campanya clandestina per organitzar els treballadors industrials de la nació, i intel·lectuals de classe mitjana més baixos. Això conduïa a una conferència de festa el març de 1944 i finalment al primer congrés del partit el 1945, els dissidents de 1942 es reintegraven a les seves files.
El sentiment antibritànic tornava al primer pla dels afers del partit l'abril de 1945, quan el cost de la vida a L'raq pujava i pujava. El partit atacava el govern amb crítiques i condemnes després de l'assassinat de manifestants el juny i juliol de 1946, i com a resultat el camarada Fahd era arrestat i fou condemnat a mort, més tard commutada per presó de per vida. Entre 1944 i 1946, percentatges importants (sobre 30-60%) de treballadors del petroli i el ferrocarril, junt amb treballadors de ports a Bàssora, s'unien amb membres comunistes per formar un sindicat. Com a resultat, les vagues massives s'organitzaren entre el 1945 i 1947, demanant augments de sou i la legalització dels sindicats. El govern inicialment concedí augments de sou, però aviat desmantellava els sindicats i arrestava els seus líders, contribuint al que fou anomenat al-Wathbah, un període d'agitació urbana a Bagdad, que començà el gener de 1948. Un altre assumpte essencial pel partit era la qüestió Palestina. Malgrat l'anterior suport dels drets palestins a l'autonomia, el juliol de 1948 el partit seguia la posició de Moscou de donar suport a un estat sionista. El partit perdia molts seguidors entre el públic a causa d'això, i molts membres també deixaven les files del partit amb ràbia.
Mentre que aquest període portava moltes victòries organitzatives al partit, també portava a la resposta devastadora del govern, a causa del paper dels comunistes en les revoltes d'al-Wathbah. Fahd i dos altres dirigents foren penjats públicament el 1949, després de ser acusats d'agitació organitzada des de presó. El partit fou gairebé delmat, i va seguir un període de reconstrucció.

## 1950-1958
Després de les devastacions de la repressió dels darrers anys 40, la composició del partit patiria alguns canvis seriosos. L'organització severament debilitada es mantenia els primers anys 50 mercès al creixent suport kurd, i per un període des de 1949-1950 el partit estava dirigit des del Kurdistan en comptes de des de Bagdad. Gairebé la totalitat dels vells, la major part el lideratge bagdadí, estava empresonada, creant un buit que els membres kurds omplien de pressa. Aquest període també veia una greu caiguda en l'afiliació jueva, indubtablement connectada a l'èxode massiu d'aproximadament 120.000 jueus des de l'Iraq a Israel.
Entre 1952 i 1954 una sèrie de revoltes conduïen a l'establiment de llei marcial, a proscriure tots els partits polítics, cercles culturals, sindicats, i mitjans de comunicació independents, i a l'arrests dels seus líders. Aquesta política s'instituïa durant un dels períodes en què Nuri al-Said va tenir control sobre el govern. El Partit Comunista Iraquià (PCI/ICP), que havia estat sempre una organització il·legal, adoptava una nova carta nacional el 1953 que diferia de la carta de 1944, ja que acceptava la secessió del poble kurd. En aquest moment el partit tenia uns 500 afiliats. Aldarulls sobre les condicions a la presó esclñataven el juny i setembre de 1953, primer a Bagdad i llavors a Kut, ocasionant les morts de molts comunistes presos polítics a mans de la policia. Això provocava una protesta nacional i la causa comunista guanyava molts simpatitzants.
Al segon Congrés del partit el 1956, aquest adoptava oficialment una posició panarabista. Això estava inspirat no solament per l'acord sobre armament entre Egipte i l'URSS el juliol de 1955, sinó també per la nacionalització per Egipte del Canal de Suez l'any següent, ocasionant un atac Anglo-Francès-Israelià contra Egipte. Aquesta posició pronasserista es convertiria finalment en un punt de conflicte després de la revolució de 1958. En aquest any el partit va donar suport a la revolució i al nou govern nou d'Abd al-Karim Qasim, que depenia en un grau considerable del seu suport.

## El partit sota Qasim, 1958-1963
La relació entre el partit i Qasim no era fàcil. Abans de l'estiu de 1959 el partit tenia potser entre 20.000 i 25.000 membres. Això, afegit a la seva habilitat per mobilitzar les masses i la seva penetració de les poblacions treballadores en indústries estratègiques, feia que Qasim tingués por del creixement comunista. El juliol de 1959, prenia unes mesures menors contra el partit. Era insegur com reaccionar. Alguns elements, al voltant de primer secretari Husain al-Radi (conegut Salam Adil), suggerien desencadenar un cop d'estat, però els elements més conservadors s'hi oposaven. De fet el partit va continuar donant suport a Qasim, a més o a menys críticament, fins al seu enderrocament el febrer de 1963. Durant els dos darrers anys del seu govern, Qasim va debilitar notablement al partit suprimint en gran part o completament les seves organitzacions associades, incloent-hi la Federació de Joventut Democràtica i els sindicats dels treballadors i els estudiants. Abans del temps del cop de 1963 la impopularitat creixent de Qasim, amb qui els comunistes estaven connectats encara en la ment pública, associada amb les mesures repressives que havia adoptat contra ells, havia contribuït a reduir l'afiliació del partit per sota els 10.000. Una escissió que va patir el partit el 1960 s'atribueix al govern; la va dirigir Daud as-Sayegh i va publicar el diari, al-Mabda, però no va prosperar i des de 1962 va desaparèixer.

## El partit sota els baasistes
El coop baasista de 8 de febrer de 1963 va anar seguit de lluita pel carrer, ja que els comunistes i seguidors de Qasim van resistir el moviment. La lluita va durar tres dies i es va concentrar a les places fortes del partit, especialment els districtes xiïtes. Quan el Baas va consolidar el seu poder els comunistes van patir una campanya de liquidació física extraordinària. Les principals figures i quadres del partit foren torturats i morts incloent Husain al-Radi. No se sap quants comunistes van morir però foren alguns milers. El govern baasista fou enderrocat al cap de pocs mesos.
Vers el 1965 el departament d'estat estimava que hi havia 15.000 comunistes. El 1967 Aziz al-Hajj es va escindir i va formar el Partit Comunista Iraqià-Comandament Central, iniciant la lluita armada, a la que llavors el PCI s'oposava. El 1968 va agafar el poder el Baas.
El 1973 el secretari general del partit Aziz Muhammad va signar el Pacte Nacional d'Acció amb el Baas, formant un Front Nacional. El partit podia operar legalment i va poder restaurar les seves organitzacións associades però la repressió no va desaparèixer i el 1974 el partit, tot i estar al govern, va adoptar mesures més clandestines per augmentar la seguretat dels membres. El 1978 Saddam Hussein va desencadenar una campanya de repressió contra el partit que va incloure l'execució de diversos membres (un nombre important). El 1979 el partit va trencar oficialment amb el règim. Poc abans el Baas s'havia dirigit al Partit Comunista Iraqià-Comandament Central per ocupar el lloc al Front Nacional; aquest partit des de 1978 s'havia orientat cap a les doctrines maoistes; l'aliança proposada pel Baas va provocar una divisió del partit en dos, circumstància que va provocar la desaparició d'ambdues al començament dels anys 80 amb la guerra Iran-Iraq (una donava suport al president Abolhassan Banisadr de l'Iran i l'altre a Khomeini).
El 1991 el partit es va oposar a les sancions de l'ONU contra Iraq. El 1993 la branca kurda del partit es va transformar en un semiautònom Partit Comunista del Kurdistan.

## Després de l'ocupació d'Iraq
El partit Comunista Iraquià es va oposar a la invasió americana de l'Iraq el 2003, però ja produïda va decidir treballar amb les institucions polítiques noves establertes pels ocupants. El seu secretari, Hamid Majid Mousa acceptava un lloc en el Consell Provisional de Govern de l'Iraq. El partit fou el principal component del la llista "Unió Popular" a les eleccions del 30 de gener del 2005, encara que algunes governacions va presentar llistes separades. A les eleccions legislatives del desembre de 2005, el partit va participar dins la Llista Nacional Iraquiana d'Iyad Allawi junt amb altres partits seculars, socialistes i sunnites i xiïtes moderats 

## Institució i símbols
L'organització juvenil és la Federació de la Joventut Democràtica Iraquiana (en àrab إتحاد الشبيبة الديمقراطي العراقي, Ittiḥad ax-Xabiba ad-Dīmuqrāṭī al-ʿIrāqī, literalment ‘Unió Democràtica Iraquiana de la Joventut’; en anglès Iraqi Democratic Youth Federation). Fou fundada el 15 d'octubre de 1951.
El diari del partit és el Tariq ash-Shaab (Via del People). També publica la revista Al-Thakafa Al-Jedida (La nova cultura).
La bandera és vermella amb la falç i el martell a l'angle superior esquerra. S'utilitza també amb la falç i el martell al centre. El color de la falç i el martell ha de ser blanc, però sovint s'utilitza en groc tant al marge com al centre.
L'emblema tradicional és la falç i el martell. Des de 2005 utilitza un colom blanc de línies negres amb tres estels vermells; sota el nom del partit escrit en caràcters cúfics.

## Lideratge
El cap del partit n'és el secretari general o primer secretari. Aquests són els polítics que han ocupat aquest càrrec —com que el partit ha estat sospès a vegades i la seva activitat s'ha vist truncada a vegades, el càrrec ha restat vacant manta vegades—:
| Número | Nom                                | Entrada                                                          | Sortida          |  |
| ------ | ---------------------------------- | ---------------------------------------------------------------- | ---------------- |  |
| 1      | Amin Flayyeh                       | maig de 1935                                                     | desembre de 1935 |  |
| 2      | Abdullah Masud                     | 1941                                                             | octubre de 1941  |  |
| 3      | Yusuf Salman Yusuf (Camarada Fahd) | octubre de 1941                                                  | febrer de 1949   |  |
| 4      | Baha al-Din Nuri                   | setembre de 1949 (oficialment no nomenat fins a l'agost de 1951) | abril de 1953    |  |
| 5      | Abd al-Karim Ahmad al-Daud         | abril de 1953                                                    | juny de 1954     |  |
| 6      | Hamid Uthman                       | juny de 1954                                                     | juny de 1955     |  |
| 7      | Husain al-Radi (Salam Adil)        | juny de 1955                                                     | febrer de 1963   |  |
| 7      | Aziz Muhammad                      | agost de 1964                                                    | 1993             |  |
| 8      | Hamid Majid Mousa                  | 1993                                                             | actualitat       |  |